# Échelle
Échelle, franska "stege", så kallat stegliv, mittsektionen av 1700-talets snörliv, ofta fyllt av en rad rosetter. Senare även kallat pompadourmode. Återkom i 1950-talets aftonklänningar samt på 1990-talet.